# Kalliosaari (ö i Norra Savolax, Norra Savolax, lat 63,48, long 27,98)
Kalliosaari är en ö i Finland. Den ligger i sjön Korpinen och Aluslampi och i kommunen Lapinlax i den ekonomiska regionen  Övre Savolax ekonomiska region  och landskapet Norra Savolax, i den centrala delen av landet, 400 km norr om huvudstaden Helsingfors. Öns area är 4 hektar och dess största längd är 340 meter i nord-sydlig riktning.